# 799 هـ
799 هـ هي سنة في التقويم الهجري امتدت مقابلةً في التقويم الميلادي بين سنتي 1396 و1397.

## مواليد
- شهاب الدين المنصوري

## وفيات
- ابن فرحون
- عبد العزيز الثاني المريني